# زندگی رنگی ۲
«زندگی رنگی ۲» تک‌آهنگی از کلدپلی است که در ۲ فوریه ۲۰۰۹ منتشر شد.